# Irene Manton
Irene Manton  (Kensington, Londres, 17 de abril de 1904 – 13 de maio de 1988) foi uma botânica britânica.

## Biografia
Filha de George Sidney Frederick Manton, cirurgião dentista, e Milana nascida Humy. Sua família era huguenote. Irmã da zoóloga Sidnie Milana Manton (1902-1979), membro da Royal Society desde 1948. Foi seu pai que a iniciou na manipulação de um microscópio. Irene desenvolveu um verdadeiro talento para a gravura sobre madeiras bem como para a ourivesaria sobre cobre e prata.
Irene Manton estudou no "Instituto Educacional Froebel" onde manifestou muito cedo uma paixão pelas ciências naturais, interesse que compartilhou com a sua irmã e incentivado pela sua mãe. Passou suas horas de lazer no Museu de História Natural de Londres. Com a sua irmã, partiu para o "WS Paul's Girls School", onde a administração da escola aconselhou seus pais para que ela interrompesse seus estudos porque só se interessava pela música. Contrariando a direção da escola, Irene passou brilhantemente em todos os exames. Foi nessa época que Irene descobriu a obra de Edmund Beecher Wilson (1856-1939),  The Dissimulação  (1902), que teve uma grande influência sobre a sua vida. Decidiu então consagrar-se à botânica e ao estudo dos cromossomos.
Graças aos conselhos e a recomendação de Kathleen Bever Blackburn (1892-1968) e Hugh Hamshaw Thomas (1885-1962), entrou no laboratório de Gustaf Otto Rosenberg (1872-1948) em Estocolmo. Passou um ano na Suécia antes de retornar a Cambridge. Em 1929 partiu para Manchester onde ministrou cursos no Departamento de Botânica dirigido por Frederick Ernest Weiss (1865-1953). Trabalhou, durante doze anos, junto com o professor de criptogamia William Henry Lang (1874-1960). Em 1946 aceitou a cadeira de botânica após a morte de Joseph Hubert Priestley (1883-1944). Aceitou sem levar em conta que o laboratório desta cátedra não se adaptava às investigações que conduzia, já que J.H. Priestley consagrava-se ao estudo da anatomia vegetal e à fisiologia do desenvolvimento dos vegetais superiores. Lá não havia jardim botânico, e nem estufas aquecidas.
A sua carreira pode ser dividida em duas grandes etapas. Durante a primeira, aproximadamente até 1950, consagrou-se principalmente ao estudo dos cromossomos dos vegetais numa perspectiva filogenética e interessou-se principalmente pelas samambaias. Durante a segunda, com o advento do microscópio eletrônico, passou a se interessar pelas estruturas pequenas como os nanoplanctons. Efetuou numerosas expedições para colher espécimes : Dinamarca (1970, 1972), oeste da Gronelândia (1972), África do Sul (1972), Baía de Hudson (1973), Baía da Resolução (1973), Alasca (1974 e as ilhas Galápagos (1974).
Irene Manton também se dedicou a pintura, literatura chinesa clássica e a moda. Foi designada a "mulher do ano" em 1975 pela revista Vogue. Doou as suas coleções de pinturas, entre elas as de Paul Klee, Miró e Braque, para a Universidade de Leeds.
Recebeu numerosas distinções, entre elas o Prêmio Trail (1954) e a Medalha linneana em (1959) pela Sociedade Linneana de Londres. Também recebeu numerosos títulos de doutor  honoris causa pela Universidade McGill de Montreal (1959), da Universidade de Oslo (1961), de Durham (1966), de Lancaster (1979 e de Leeds (1984). Foi membro de honra de diversas sociedades científicas como a Sociedade Botânica da América, Academia Germânica das Ciências Leopoldina e outras. Presidiu a Sociedade Linneana de Londres de 1973 a 1976; foi eleita como membro da Sociedade desde 1961, treze anos após a sua irmã, sendo a única vez em que duas irmãs entram nesta sociedade.

## Fonte
- Reginald Dawson Preston (1990). Irene Manton. 17 April 1904-13 May 1988, Biographical Memoirs of Fellows of the Royal Society, 35 : 248-261 (este artigo fornece igualmente uma lista das publicações de Irene Manton ).